# Ephemerum argentinicum
Ephemerum argentinicum är en bladmossart som beskrevs av Schiavone och M.N.R.de Sarmiento 1985. Ephemerum argentinicum ingår i släktet dagmossor, och familjen Ephemeraceae. Inga underarter finns listade i Catalogue of Life.